# With You (Matt Simons)
"With You" is een single van de Amerikaanse zanger Matt Simons.

## Hitnoteringen
| Hitlijst           | Datum van binnenkomst | Hoogste positie | Aantal weken | Laatste notering |
| ------------------ | --------------------- | --------------- | ------------ | ---------------- |
| Single Top 100     | 12-01-2013            | 8               | 27           | 20-07-2013       |
| Nederlandse Top 40 | 26-01-2013            | 8               | 17           | 18-05-2013       |

### Nederlandse Top 40
| Hitnotering: 26-01-2013 t/m 18-05-2013 | Hitnotering: 26-01-2013 t/m 18-05-2013 | Hitnotering: 26-01-2013 t/m 18-05-2013 | Hitnotering: 26-01-2013 t/m 18-05-2013 | Hitnotering: 26-01-2013 t/m 18-05-2013 | Hitnotering: 26-01-2013 t/m 18-05-2013 | Hitnotering: 26-01-2013 t/m 18-05-2013 | Hitnotering: 26-01-2013 t/m 18-05-2013 | Hitnotering: 26-01-2013 t/m 18-05-2013 | Hitnotering: 26-01-2013 t/m 18-05-2013 | Hitnotering: 26-01-2013 t/m 18-05-2013 | Hitnotering: 26-01-2013 t/m 18-05-2013 | Hitnotering: 26-01-2013 t/m 18-05-2013 | Hitnotering: 26-01-2013 t/m 18-05-2013 | Hitnotering: 26-01-2013 t/m 18-05-2013 | Hitnotering: 26-01-2013 t/m 18-05-2013 | Hitnotering: 26-01-2013 t/m 18-05-2013 | Hitnotering: 26-01-2013 t/m 18-05-2013 | Hitnotering: 26-01-2013 t/m 18-05-2013 |
| Week:                                  | 1                                      | 2                                      | 3                                      | 4                                      | 5                                      | 6                                      | 7                                      | 8                                      | 9                                      | 10                                     | 11                                     | 12                                     | 13                                     | 14                                     | 15                                     | 16                                     | 17                                     |                                        |
| -------------------------------------- | -------------------------------------- | -------------------------------------- | -------------------------------------- | -------------------------------------- | -------------------------------------- | -------------------------------------- | -------------------------------------- | -------------------------------------- | -------------------------------------- | -------------------------------------- | -------------------------------------- | -------------------------------------- | -------------------------------------- | -------------------------------------- | -------------------------------------- | -------------------------------------- | -------------------------------------- | -------------------------------------- |
| Positie:                               | 31                                     | 17                                     | 10                                     | 10                                     | 8                                      | 10                                     | 10                                     | 10                                     | 11                                     | 11                                     | 12                                     | 11                                     | 12                                     | 15                                     | 22                                     | 25                                     | 38                                     | uit                                    |

### NederlandseSingle Top 100
| Hitnotering: (week 1 t/m 26) 12-01-2013 t/m 06-07-2013 Hitnotering: (week 27) 20-07-2013 | Hitnotering: (week 1 t/m 26) 12-01-2013 t/m 06-07-2013 Hitnotering: (week 27) 20-07-2013 | Hitnotering: (week 1 t/m 26) 12-01-2013 t/m 06-07-2013 Hitnotering: (week 27) 20-07-2013 | Hitnotering: (week 1 t/m 26) 12-01-2013 t/m 06-07-2013 Hitnotering: (week 27) 20-07-2013 | Hitnotering: (week 1 t/m 26) 12-01-2013 t/m 06-07-2013 Hitnotering: (week 27) 20-07-2013 | Hitnotering: (week 1 t/m 26) 12-01-2013 t/m 06-07-2013 Hitnotering: (week 27) 20-07-2013 | Hitnotering: (week 1 t/m 26) 12-01-2013 t/m 06-07-2013 Hitnotering: (week 27) 20-07-2013 | Hitnotering: (week 1 t/m 26) 12-01-2013 t/m 06-07-2013 Hitnotering: (week 27) 20-07-2013 | Hitnotering: (week 1 t/m 26) 12-01-2013 t/m 06-07-2013 Hitnotering: (week 27) 20-07-2013 | Hitnotering: (week 1 t/m 26) 12-01-2013 t/m 06-07-2013 Hitnotering: (week 27) 20-07-2013 | Hitnotering: (week 1 t/m 26) 12-01-2013 t/m 06-07-2013 Hitnotering: (week 27) 20-07-2013 | Hitnotering: (week 1 t/m 26) 12-01-2013 t/m 06-07-2013 Hitnotering: (week 27) 20-07-2013 | Hitnotering: (week 1 t/m 26) 12-01-2013 t/m 06-07-2013 Hitnotering: (week 27) 20-07-2013 | Hitnotering: (week 1 t/m 26) 12-01-2013 t/m 06-07-2013 Hitnotering: (week 27) 20-07-2013 | Hitnotering: (week 1 t/m 26) 12-01-2013 t/m 06-07-2013 Hitnotering: (week 27) 20-07-2013 | Hitnotering: (week 1 t/m 26) 12-01-2013 t/m 06-07-2013 Hitnotering: (week 27) 20-07-2013 |
| Week:                                                                                    | 1                                                                                        | 2                                                                                        | 3                                                                                        | 4                                                                                        | 5                                                                                        | 6                                                                                        | 7                                                                                        | 8                                                                                        | 9                                                                                        | 10                                                                                       | 11                                                                                       | 12                                                                                       | 13                                                                                       | 14                                                                                       | 15                                                                                       |
| ---------------------------------------------------------------------------------------- | ---------------------------------------------------------------------------------------- | ---------------------------------------------------------------------------------------- | ---------------------------------------------------------------------------------------- | ---------------------------------------------------------------------------------------- | ---------------------------------------------------------------------------------------- | ---------------------------------------------------------------------------------------- | ---------------------------------------------------------------------------------------- | ---------------------------------------------------------------------------------------- | ---------------------------------------------------------------------------------------- | ---------------------------------------------------------------------------------------- | ---------------------------------------------------------------------------------------- | ---------------------------------------------------------------------------------------- | ---------------------------------------------------------------------------------------- | ---------------------------------------------------------------------------------------- | ---------------------------------------------------------------------------------------- |
| Positie:                                                                                 | 37                                                                                       | 17                                                                                       | 12                                                                                       | 10                                                                                       | 11                                                                                       | 17                                                                                       | 18                                                                                       | 11                                                                                       | 8                                                                                        | 10                                                                                       | 15                                                                                       | 17                                                                                       | 8                                                                                        | 16                                                                                       | 19                                                                                       |
| Week:                                                                                    | 16                                                                                       | 17                                                                                       | 18                                                                                       | 19                                                                                       | 20                                                                                       | 21                                                                                       | 22                                                                                       | 23                                                                                       | 24                                                                                       | 25                                                                                       | 26                                                                                       |                                                                                          | 27                                                                                       |                                                                                          |                                                                                          |
| Positie:                                                                                 | 28                                                                                       | 31                                                                                       | 40                                                                                       | 50                                                                                       | 31                                                                                       | 56                                                                                       | 77                                                                                       | 92                                                                                       | 94                                                                                       | 86                                                                                       | 85                                                                                       | uit                                                                                      | 94                                                                                       | uit                                                                                      |                                                                                          |

### NPO Radio 2 Top 2000
| Nummer met noteringen in de NPO Radio 2 Top 2000 | '13  | '14 | '15  | '16  | '17  |
| ------------------------------------------------ | ---- | --- | ---- | ---- | ---- |
| With You                                         | 1716 | 938 | 1252 | 1284 | 1738 |

1. ↑  Een vetgedrukt getal geeft de hoogste notering aan.
2. ↑  2013 was het eerste jaar met een notering voor dit nummer.
3. ↑  Deze tabel is bijgewerkt tot en met de laatste editie (2024).